# Stenopteron
Stenopteron là một chi bướm đêm thuộc phân họ Tortricinae của họ Tortricidae.

## Các loài
- Stenopteron stenoptera (Filipjev, 1962)